# الیزابت کمپ
الیزابت کمپ (به انگلیسی: Elizabeth Kemp) (زاده ۵ نوامبر ۱۹۵۱-درگذشته ۱ سپتامبر ۲۰۱۷) بازیگر آمریکایی بود.
از کارهای معروف او می‌توان به بازی در فیلم می‌داند که تنها هستی اشاره کرد.